# آردون، ژورا
آردون (به فرانسوی: Ardon) یک کمون در فرانسه است که در ژورا واقع شده‌است. آردون ۵٫۰۴ کیلومتر مربع مساحت دارد.